# David Gillanders
John David Gillanders, né le 18 mai 1939 à Schenectady, est un nageur américain. 
Lors des Jeux olympiques d'été de 1960 disputés à Rome, il est aligné dans les séries du relais 4 × 100 m quatre nages, battant le record du monde. Il est remplacé pour la finale. En individuel, il termine troisième du 200 mètres papillon.

## Palmarès
- médaille de bronze au 200 mètres papillon aux Jeux olympiques de Rome en 1960